# Argumento ad logicam
O argumento ad logicam é a falácia formal de analisar um argumento e inferir que, desde que contenha uma falácia, a sua conclusão deve ser falsa. Também é chamada de argumento à lógica (argumentum ad logicam), a falácia falácia, a falácia do falacista, e a falácia das más razões.

## Forma
Um argumento da falácia tem a seguinte forma de argumento geral:

Se P, então Q.

P é um argumento falacioso.

Portanto, Q é falso.
Assim, é um caso especial de negar o antecedente onde o antecedente, na vez de ser uma proposição que é falsa, é um argumento inteiro que é falacioso. Um argumento falacioso, tal com um antecedente falso, pode ainda ter um consequente que pode ser verdadeiro. A falácia está em concluir que o consequente de um argumento falacioso tem de ser falso.
Que o argumento é falacioso apenas significa que o argumento não pode ser bem sucedido em provar o seu consequente. Mas demonstrar como um argumento numa tese complexa é falaciosamente fundamentado não invalida necessariamente a sua conclusão se essa conclusão não é dependente da falácia.

## Exemplos
Alice: Todos os gatos são animais. Ginger é um animal. Portanto, Ginger é um gato

Bob: Tu falaciosamente afirmaste o consequente. Estás incorreta. Portanto, Ginger não é um gato.
Alice: Eu falo inglês. Portanto, eu sou inglesa.

Bob: Americanos e Canadianos, entre outros, também falam inglês. Ao assumir que falar inglês e ser inglês andam sempre juntos, tu acabas de cometer a falácia do pacote. Estás incorreta. Portanto, não és inglesa.
Ambas as refutações de Bob são argumentos de falácia. Ginger pode ou não ser um gato, e a Alice pode ou não ser inglesa. O facto do argumento de Alice ser falacioso não é, em si, prova de que a sua conclusão seja falsa.

Charlie: O argumento de Bob que Ginger não é um gato é falacioso. Portanto, Ginger absolutamente tem de ser um gato.
Que alguém possa invocar o argumento da falácia contra uma posição também não prova a sua posição, pois isto também podia ser um argumento da falácia, como é o caso do argumento de Charlie.
Argumentum ad logicam pode ser usado como um apelo ad hominem: ao impugnar a credibilidade ou boa-fé do oponente, pode ser usado para influenciar o público ao comprometer o orador na vez de abordar o argumento do orador.
William Lycan identifica a falácia falácia como a falácia "de imputar falaciosidade a uma visão com a qual uma pessoa discorda mas sem fazer algo para mostrar que a visão assenta em qualquer erro de razão". Ao contrário da falácia das falácias normal, que racionalizam da falaciosidade do argumento à falsidade da conclusão, o tipo de argumento que Lycan tem em mente trata a falaciosidade do argumento de outra pessoa como óbvia sem primeiro demonstrar que qualquer falácia em geral está presente. Assim, em alguns contextos pode ser uma forma de petitio principii, e é também uma caso especial de ad lapidem.